# David Mercer (Gewichtheber)
David Mercer (* 16. April 1961 in Salford) ist ein ehemaliger englischer Gewichtheber.

## Karriere
Mercer startete international erstmals bei den Weltmeisterschaften 1983 in Moskau. Im Mittelschwergewicht bis 90 kg konnte er 330,0 kg (142,5/187,5 kg) im Zweikampf realisieren und belegte damit den 14. Platz. Der Erstplatzierte Blagoj Blagoew erzielte mit 417,5 kg insgesamt 87,5 kg mehr.
Mit dieser Leistung schien eine Podiumsplatzierung bei den Olympischen Spielen 1984 in Los Angeles unwahrscheinlich, doch eine Steigerung Mercers auf 352,5 kg (157,5/195,0 kg) und der Olympiaboykott der Oststaaten ermöglichten ihm den Gewinn der Bronzemedaille. Ohne die Heber der Sowjetunion und Bulgariens, allen voran Jurik Wardanjan, Wiktor Solodow und Blagoew, war das Teilnehmerfeld so geschwächt, dass Mercers Leistung ausreichte, um sich hinter Nicu Vlad mit 397,5 kg und Petre Dumitru mit 360,0 kg zu platzieren. Da die Olympischen Spiele gleichzeitig die Weltmeisterschaften für dieses Jahr repräsentierten, gewann Mercer auch WM-Bronze im Zweikampf sowie im Reißen.
Ein derartiger Erfolg gelang Mercer während seiner Laufbahn nicht mehr. 1985 und 1987 nahm er an den Weltmeisterschaften teil, konnte sich mit 330,0 kg (145,0/185,0 kg) und 355,0 kg (160,0/195,0 kg) aber lediglich im Mittelfeld platzieren. Seinen letzten internationalen Wettkampf bestritt Mercer bei den Olympischen Spielen 1988 in Seoul, wo er mit 357,5 kg (157,5/200,0 kg) den sechsten Platz belegte. Sieger wurde Anatoli Chrapaty mit 412,5 kg.

## Bestleistungen
- Reißen: 160,0 kg in der Klasse bis 90 kg 1987 bei der WM in Ostrava
- Stoßen: 200,0 kg in der Klasse bis 90 kg 1988 bei den Olympischen Spielen in Seoul
- Zweikampf: 357,5 kg (157,5/200,0 kg) in der Klasse bis 90 kg 1988 bei den Olympischen Spielen in Seoul